# 瓦洛讷
瓦洛讷（法語：Valonne，法語發音：[valɔn]）是法国杜省的一个市镇，属于蒙贝利亚尔区。

## 地理
瓦洛讷（47°20'36"N, 6°39'31"E）面积8.33 平方千米，位于法国勃艮第-弗朗什-孔泰大區杜省，该省份为法国东部内陆省份，北起上索恩省，西接汝拉省，东部及东南部与瑞士接壤，东北部与贝尔福地区省接壤。
与瓦洛讷接壤的市镇（或旧市镇、城区）包括：当布兰、佩瑟、巴尔贝什河畔罗西耶尔、索勒蒙、韦尔努瓦莱贝尔瓦、维莱贝尔瓦。

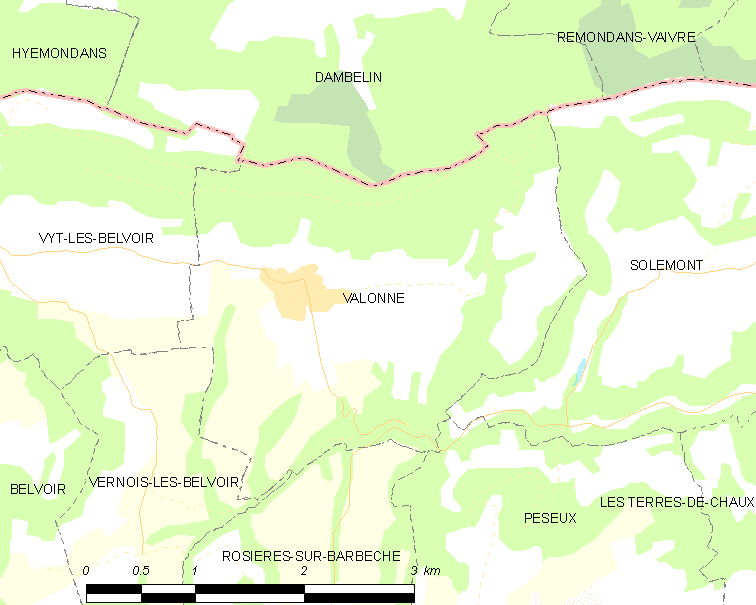
瓦洛讷的OSM定位图

瓦洛讷的时区为UTC+01:00、UTC+02:00（夏令时）。

## 行政
瓦洛讷的邮政编码为25190，INSEE市镇编码为25583。

## 政治
瓦洛讷所属的省级选区为巴旺县。

## 人口

1962-2008年间瓦洛讷人口变化图示

瓦洛讷于2022年1月1日时的人口数量为265人。